# An Weijiang
Dit is een Chinese naam; de familienaam is An.
An Weijiang (27 augustus 1983) is een Chinees langebaanschaatser. An Weijiang was de directe tegenstander in de rit waarin Jeremy Wotherspoon het wereldrecord van 34,03 op de 500m schaatste. 

## Persoonlijke records
| Afstand    | Tijd    | Datum            | Baan           |
| ---------- | ------- | ---------------- | -------------- |
| 500 meter  | 34,67   | 16 november 2007 | Calgary        |
| 1000 meter | 1.09,44 | 11 november 2007 | Salt Lake City |
| 1500 meter | 1.49,83 | 12 augustus 2007 | Calgary        |

## Resultaten
| jaar | Aziatische Winterspelen  | Olympische Spelen  | WK Afstanden | WK Sprint |
| ---- | ------------------------ | ------------------ | ------------ | --------- |
| 2006 |                          | 19e 500m 33e 1000m |              | 24e       |
| 2007 | 5e 100m 5e 500m 8e 1000m |                    | -            | -         |
| 2008 |                          |                    | 24e 500m     | 11e       |

- = geen deelname